# Vonta Leach
Terzell Vonta Leach (6 de noviembre de 1981 en Lumberton, North Carolina) es un jugador de fútbol americano que ocupa la posición de fullback y que milita en las filas de los Baltimore Ravens de la National Football League (NFL). Fue firmado por Green Bay Packers como agente libre no reclutado en el 2004. Jugó fútbol americano en la Universidad del Este de Carolina.
Él también ha jugado para los New Orleans Saints y los Houston Texans.

## Carrera universitaria
Asistió a la Universidad del Este de Carolina, donde se convirtió en miembro de Omega Psi Phi Fraternity Inc. Leach obtuvo su título en 2010 después de terminar sus clases en línea.

## Carrera profesional

### Green Bay Packers
Leach pasó los primeros tres años de su carrera con los Green Bay Packers, donde registro 5 recepciones para 19 yardas. Fue liberado por los Packers el 13 de septiembre de 2006.

### New Orleans Saints

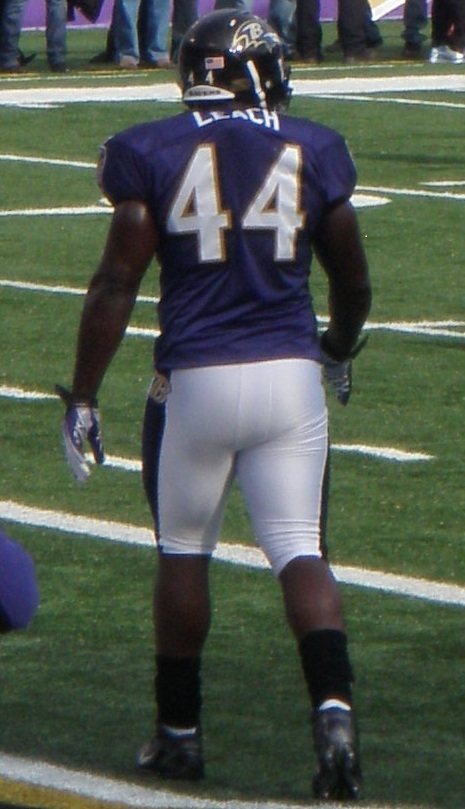
Leach en 2011 con los Ravens.

Los New Orleans Saints lo reclamado de waivers al día siguiente, pero fue puesto en libertad.

### Houston Texans
Los Houston Texans firmaron a Vonta Leach el 9 de octubre de 2006.
El 19 de marzo de 2007, Leach firmó por 4 años y $ 8 millones de dólares como agente libre restringido por los Nueva York Giants. Sin embargo, los Texans igualaron la oferta de los Giants y Leach regresó a Houston. Leach anotó el primer touchdown de su carrera en la NFL el 13 de diciembre de 2007 en la victoria por 31-13 sobre los Detroit Lions. Después de ayudar a su compañero de equipo Arian Foster abriéndole rutas en la campaña de 2010, Leach fue seleccionado en el Pro Bowl de 2011, su primera selección al Pro Bowl. El 24 de enero de 2011, Leach también fue seleccionado para la Associated Press en el equipo All-Pro de la NFL. Leach fue colocado n°65 en el Top 100 de la NFL en 2011, creando controversia entre los analistas de NFL Network y aficionados al fútbol. Leach creó controversia similar el año siguiente, cuando se clasificó 45ª, superando a Peyton Manning, en la NFL Top 100 de 2012.

### Baltimore Ravens
Leach firmado por 3 años y $ 11 millones con los Baltimore Ravens el 31 de julio de 2011, convirtiéndose en el fullback mejor pagado de la NFL. Mientras abría caminos a Ray Rice, Leach también acumuló 12 acarreos para 35 yardas, más 15 recepciones para 69 yardas. Esta actuación le valió otra aparición en el Pro Bowl de 2011.
El 3 de febrero de 2013 los Baltimore Ravens derrotaron a San Francisco 49ers en la final del Super Bowl XLVII por 34-31